# 1951. évi téli egyetemi világbajnokság
Az 1951. évi téli egyetemi világbajnokság a Nemzetközi Diákunió (Union Internationale des Étudiants, UIE) által szervezett rendezvény volt. Január 28. és február 7. között rendezték a romániai Brassópojána (akkori nevén Poiana Stalin, azaz Sztálin-tisztás) üdülőhelyén.

## Története, szervezése
Nemzetközi egyetemi játékokat már 1924-től rendeztek, a Nemzetközi Diákszövetség (Confédération Internationale des Étudiants, CIE) szervezésében. A második világháború a CIE megszűnését vonta maga után. 1946-ban megalakult a főleg kelet-európai érdekeltségű Nemzetközi Diákunió (Union Internationale des Étudiants, UIE), mely folytatta a hallgatói világjátékok szervezését. Nézeteltérések miatt 1949-ben, főleg nyugat-európai országok részvételével megalakult a Nemzetközi Egyetemi Sportszövetség (Fédération Internationale du Sport Universitaire, FISU). Az UIE és a FISU párhuzamosan rendezett kétévenként nyári és téli világjátékokat, majd 1959-ben egyesült a két szövetség, a sorozatot pedig átkeresztelték Universiade-ra.
Az 1951. január 28. és február 7. közötti brassópojánai játékokat az UIE rendezte (ugyanebben az évben, január 22–28. között a FISU Bad Gasteinben rendezett téli diákolimpiát, Nemzetközi Téli Egyetemi Sporthét néven).

## Helyszín
A Brassó melletti Brassópojána (az 1950-es években Orașul Stalin, illetve Poiana Stalin) már a 20. század elejétől a síelők kedvelt terepe volt, de egészen 1950-ig csak néhány nyaralóból, vendéglőből, és lakóházból állt. 1950 júliusában nagyméretű építkezésbe kezdtek, hogy előkészítsék a versenyekre: sípályákat, ugrósáncokat, bobpályát, korcsolyapályát létesítettek, szállodát és sífelvonókat építettek. Ezek eredményeként Brassópojána fejlett, európai szintű üdülőközponttá vált.
23 nemzet 415 diákja vett részt, a legtöbben síelőként. A nyitóünnepséget január 28-án tartották a Keresztényhavas lábánál épített korcsolyapályán, a versenyek február 1-én kezdődtek. 93 érmet osztottak ki; a legeredményesebb a Szovjetunió volt, a házigazda Románia az ötödik, Magyarország a hatodik helyen végzett az éremtáblázaton.

## Magyar szereplés
A magyar küldöttség egy arany-, két ezüst-, és két bronzérmet szerzett.
Aranyérem
- Nagy Marianna, Nagy László (páros műkorcsolya)

Ezüstérem
- Szendrődi Ildikó (óriás-műlesiklás)
- Vida Gábor (egyéni műkorcsolya)

Bronzérem
- Szendrődi Ildikó (műlesiklás)
- Erdész, Gazdik Alajos, Gubó Gábor, Kenderessy Balázs, Konkoly Károly, Martinuzzi Béla, Miks Károly, Pásztor György, Rancz Sándor, Szegi Ferenc, Szende János, Szőgyén István (jégkorong)[7]

## Összesített éremtáblázat
| #        | Ország                         | Arany | Ezüst | Bronz | Összesen |
| 1.       | Szovjetunió                    | 16    | 14    | 14    | 44       |
| 2.       | Csehszlovákia                  | 6     | 4     | 3     | 13       |
| 3.       | Lengyelország                  | 4     | 3     | 6     | 13       |
| 4.       | Finnország                     | 2     | 1     | 2     | 5        |
| 5.       | Románia                        | 1     | 3     | 1     | 5        |
| 6.       | Magyarország                   | 1     | 2     | 2     | 5        |
| 7.       | Egyesült Királyság             | 1     | 0     | 0     | 1        |
|          |                                |       |       |       |          |
| 8.       | Német Demokratikus Köztársaság | 0     | 2     | 1     | 3        |
| 9.       | Bulgária                       | 0     | 1     | 2     | 3        |
| 10.      | Ausztria                       | 0     | 1     | 0     | 1        |
| Összesen | Összesen                       | 31    | 31    | 31    | 93       |

Forrás: Bell 395. o.